# Кубок Австрії з футболу 1980—1981
Кубок Австрії з футболу 1980–1981 — 47-й розіграш кубкового футбольного турніру в Австрії. Титул вперше здобув Грацер.

## Календар
| Раунд        | Дата                       | Матчі | Клуби   |
| ------------ | -------------------------- | ----- | ------- |
| Перший раунд | 9 серпня 1980              | 22    | 54 → 32 |
| 1/16 фіналу  | 15-19 серпня 1980          | 16    | 32 → 16 |
| 1/8 фіналу   | 2-3 вересня 1980           | 8     | 16 → 8  |
| 1/4 фіналу   | 31 березня - 7 квітня 1981 | 4     | 8 → 4   |
| 1/2 фіналу   | 5 травня 1981              | 2     | 4 → 2   |
| Фінал        | 20 травня/2 червня 1981    | 2     | 2 → 1   |

## Перший раунд
| Команда 1            | Рахунок      | Команда 2                |
| -------------------- | ------------ | ------------------------ |
| 9 серпня 1980        |              |                          |
| Аніф (3)             | 0:2          | Зальцбургер 1914 (2)     |
| АШК Зальцбург (3)    | 0:2          | Аустрія (Лустенау) (3)   |
| Адміра Дорнібрн (3)  | 1:0          | Брегенц/Дорнбірн (2)     |
| Нойкірхен (4)        | 1:0          | Зіммерингер (2)          |
| Штоккерау (3)        | 0:2          | Кіттзее (4)              |
| Хемі (Лінц) (4)      | 1:0          | Уніон Вельс (2)          |
| ШФ Санкт-Файт (2)    | 0:1          | Філлахер (2)             |
| Вайдгофен/Іббс (4)   | 4:3 дч       | Нойзідль (2)             |
| Траун (4)            | 0:1          | Донавіц (Леобен) (2)     |
| Фойтсберг (4)        | 2:2 пен. 3:4 | Шпітталь (3)             |
| Швац (3)             | 0:2          | ШПГ Інсбрук (2)          |
| Фельдкірхен (4)      | 3:3 пен. 3:4 | ШКА Санкт-Файт (2)       |
| Галл (3)             | 2:6          | Ваккер (Інсбрук) (2)     |
| Трофаях (4)          | 0:3          | Аустрія (Клагенфурт) (2) |
| Флавія Солва (3)     | 1:2          | Форвертс (Штайр) (4)     |
| Фаворітнер (3)       | 0:2          | Ферст Вієнна (2)         |
| Гасверк/Ербау (4)    | 4:1          | Флорідсдорфер (4)        |
| ЛАК Відень (4)       | 2:0          | Баденер (4)              |
| Ранквайл (4)         | 0:2          | Ваттенс (Тіроль) (3)     |
| Оберварт (3)         | 3:4          | Вінер-Нойштадт (3)       |
| Рапід (Лієнц) (4)    | 0:1          | Капфенберг (2)           |
| Уніон Фекламаркт (3) | 2:4          | Вольфсбергер (2)         |

## 1/16 фіналу
| Команда 1                | Рахунок      | Команда 2            |
| ------------------------ | ------------ | -------------------- |
| 15 серпня 1980           |              |                      |
| Форвертс (Штайр) (4)     | 1:0          | Донавіц (Леобен) (2) |
| Аустрія (Лустенау) (3)   | 1:5          | Ваккер (Інсбрук) (2) |
| Ферст Вієнна (2)         | 3:0          | Нойкірхен (4)        |
| Капфенберг (2)           | 1:4          | Філлахер (2)         |
| ШПГ Інсбрук (2)          | 4:4 пен. 2:4 | Адміра Дорнібрн (3)  |
| 16 серпня 1980           |              |                      |
| ШКА Санкт-Файт (2)       | 3:2          | Вольфсбергер (2)     |
| 17 серпня 1980           |              |                      |
| Кіттзее (4)              | 1:3 дч       | Вінер Шпорт-Клуб     |
| 19 серпня 1980           |              |                      |
| Зальцбургер 1914 (2)     | 1:2          | ФОЕСТ (Лінц)         |
| Ваттенс (Тіроль) (3)     | 1:2          | Аустрія (Зальцбург)  |
| Вайдгофен/Іббс (4)       | 0:4          | Айзенштадт           |
| Вінер-Нойштадт (3)       | 1:8          | Рапід (Відень)       |
| Хемі (Лінц) (4)          | 0:4          | Грацер               |
| Шпітталь (3)             | 1:1 пен. 3:5 | ЛАСК Лінц            |
| ЛАК Відень (4)           | 1:1 пен. 3:4 | Аустрія (Відень)     |
| Гасверк/Ербау (4)        | 1:2          | Адміра/Ваккер        |
| Аустрія (Клагенфурт) (2) | 3:4 дч       | Штурм                |

## 1/8 фіналу
| Команда 1            | Рахунок | Команда 2            |
| -------------------- | ------- | -------------------- |
| 2 вересня 1980       |         |                      |
| Аустрія (Зальцбург)  | 2:0     | Форвертс (Штайр) (4) |
| Ваккер (Інсбрук) (2) | 5:0     | Філлахер (2)         |
| ЛАСК Лінц            | 8:1     | Адміра Дорнібрн (3)  |
| Адміра/Ваккер        | 3:1     | ШКА Санкт-Файт (2)   |
| Айзенштадт           | 0:2     | Вінер Шпорт-Клуб     |
| Рапід (Відень)       | 2:0 дч  | ФОЕСТ (Лінц)         |
| Грацер               | 2:1     | Аустрія (Відень)     |
| 3 вересня 1980       |         |                      |
| Ферст Вієнна (2)     | 0:3     | Штурм                |

## 1/4 фіналу
| Команда 1            | Рахунок      | Команда 2        |
| -------------------- | ------------ | ---------------- |
| 31 березня 1981      |              |                  |
| Аустрія (Зальцбург)  | 2:1          | ЛАСК Лінц        |
| Ваккер (Інсбрук) (2) | 3:2          | Адміра/Ваккер    |
| Штурм                | 1:1 пен. 3:4 | Вінер Шпорт-Клуб |
| 7 квітня 1981        |              |                  |
| Грацер               | 1:0          | Рапід (Відень)   |

## 1/2 фіналу
| Команда 1        | Рахунок      | Команда 2           |
| ---------------- | ------------ | ------------------- |
| 5 травня 1981    |              |                     |
| Вінер Шпорт-Клуб | 3:3 пен. 5:6 | Аустрія (Зальцбург) |
| Грацер           | 2:1          | Ваккер (Інсбрук)    |

## Фінал
| Команда 1               | Заг. | Команда 2 | 1-й матч | 2-й матч |
| ----------------------- | ---- | --------- | -------- | -------- |
| 20 травня/2 червня 1981 |      |           |          |          |
| Аустрія (Зальцбург)     | 1:2  | Грацер    | 1:0      | 0:2 дч   |

### Перший матч
| 20 травня 1981 |

| Аустрія (Зальцбург) | 1:0      | Грацер |
| ------------------- | -------- | ------ |
| Шильдт 6'           | Протокол |        |

| Леен, Зальцбург Глядачів: 5 500 Арбітр: Франц Лацін |

### Повторний матч
| 2 червня 1981 |

| Грацер                | 2:0 дч   | Аустрія (Зальцбург) |
| --------------------- | -------- | ------------------- |
| Штерінг 2' Рідль 106' | Протокол |                     |

| Бундесштадіон Лібенау, Грац Глядачів: 7 000 Арбітр: Еріх Лінемайр |